# آیووا سیتی (آیووا)
ایووا سیتی (به انگلیسی: Iowa City) شهری در ایالت آیووا کشور ایالات متحده آمریکا است که جمعیت آن در سرشماری سال ۲۰۱۰ میلادی، ۶۷٬۸۶۲ نفر بوده‌است. در این شهر دانشگاه آیووا قرار دارد.